# استیو هاو
استیو هاو (انگلیسی: Steve Howe؛ زادهٔ ۸ آوریل ۱۹۴۷) موسیقی‌دان و ترانه‌سرای اهل بریتانیا است. او از سال ۱۹۶۴ میلادی تاکنون مشغول فعالیت بوده و بیشتر به‌عنوان گیتارنواز گروه پراگرسیو راک یس شناخته می‌شود.